# 高行周
高行周（885年—952年），字尚質，媯州懷戎縣人。五代名將。
唐末名將“白馬銀槍”高思繼之子，其兄高行珪為武州刺史。
早年追隨李嗣源，後唐莊宗滅後梁，以功領絳州刺史。替代張從恩擔任天平軍節度使。天福十二年（947年）閏七月，劉知遠遣高行周與鎮寧軍節度使慕容彦超率軍至鄴城打擊杜重威。祐年間加守太師，封鄴王，人稱高老鷂。曾鎮守潼關孤城，後投靠郭威。後周時，改封齊王。廣順二年（952年）卒，贈尚書令，追封秦王，諡武懿。有子高懷德。

## 延伸阅读
[在维基数据编辑]
 在维基文库阅读此作者作品（ 在维基共享资源阅览影像）
 《舊五代史·卷123》，出自薛居正《舊五代史》
 《新五代史/卷48》，出自歐陽修《新五代史》